# Judith Lewis Herman
Pour les articles homonymes, voir Herman.
 (novembre 2024).
Si vous disposez d'ouvrages ou d'articles de référence ou si vous connaissez des sites web de qualité traitant du thème abordé ici, merci de compléter l'article en donnant les références utiles à sa vérifiabilité et en les liant à la section « Notes et références ».
 (novembre 2024).
La mise en forme du texte ne suit pas les recommandations de Wikipédia : il faut le « wikifier ».
Les points d'amélioration suivants sont les cas les plus fréquents. Le détail des points à revoir est peut-être précisé sur la page de discussion.
- Les titres sont pré-formatés par le logiciel. Ils ne sont ni en capitales, ni en gras.
- Le texte ne doit pas être écrit en capitales (les noms de famille non plus), ni en gras, ni en italique, ni en « petit »…
- Le gras n'est utilisé que pour surligner le titre de l'article dans l'introduction, une seule fois.
- L'italique est rarement utilisé : mots en langue étrangère, titres d'œuvres, noms de bateaux, etc.
- Les citations ne sont pas en italique mais en corps de texte normal. Elles sont entourées par des guillemets français : « et ».
- Les listes à puces sont à éviter, des paragraphes rédigés étant largement préférés. Les tableaux sont à réserver à la présentation de données structurées (résultats, etc.).
- Les appels de note de bas de page (petits chiffres en exposant, introduits par l'outil «  Source ») sont à placer entre la fin de phrase et le point final[comme ça].
- Les liens internes (vers d'autres articles de Wikipédia) sont à choisir avec parcimonie. Créez des liens vers des articles approfondissant le sujet. Les termes génériques sans rapport avec le sujet sont à éviter, ainsi que les répétitions de liens vers un même terme.
- Les liens externes sont à placer uniquement dans une section « Liens externes », à la fin de l'article. Ces liens sont à choisir avec parcimonie suivant les règles définies. Si un lien sert de source à l'article, son insertion dans le texte est à faire par les notes de bas de page.
- La présentation des références doit suivre les conventions bibliographiques. Il est recommandé d'utiliser les modèles {{Ouvrage}}, {{Chapitre}}, {{Article}}, {{Lien web}} et/ou {{Bibliographie}}. Le mode d'édition visuel peut mettre en forme automatiquement les références.
- Insérer une infobox (cadre d'informations à droite) n'est pas obligatoire pour parachever la mise en page.

Pour une aide détaillée, merci de consulter Aide:Wikification.
Si vous pensez que ces points ont été résolus, vous pouvez retirer ce bandeau et améliorer la mise en forme d'un autre article.
 (novembre 2024).
- Si vous ne connaissez pas le sujet, laissez ce bandeau (vous pouvez alors contacter les auteurs).
- Si vous supprimez le contenu mis en cause (vous pouvez préalablement contacter les auteurs),

argumentez précisément cette suppression dans la page de discussion
(un manque de référence n'est pas un argument ; une recherche réelle de référence doit avoir été effectuée, être formellement documentée).
 Judith Lewis Herman est une psychiatre américaine, chercheuse, pionnière, professeure et auteure, reconnue pour ses recherches sur la violence domestique, les conséquences de l'inceste et le traumatisme complexe. Elle est actuellement professeure à la faculté de médecine de l'Université de Harvard dans le domaine de la psychiatrie, ainsi que directrice de la formation du Programme pour les victimes de violences à l'hôpital de Cambridge.
Judith Herman est l'auteure de deux livres primés, Father-Daughter Incest (Harvard University Press, 1981) et Trauma and Recovery (Trauma et Récupération, Basic Books, 1992) dont la version française, intitulée Reconstruire après les traumatismes : De la maltraitance domestique aux violences sociales, a été publiée en 2023. Son livre suivant, Truth and Repair: How Trauma Survivors Envision Justice, a été publié en mars 2023 aux États-Unis.

## Biographie
Judith Herman est née et a grandi à New York avec sa mère, Helen Block Lewis, psychologue, féministe et psychanalyste qui enseignait à l'Université de Yale, et son père, Naphtali Lewis, professeur à l'Université de New York, également connu comme écrivain prolifique de l'histoire ptolémaïque et romaine. Elle a aussi deux frères cadets. Ses parents étaient de première génération américaine, enfants d'immigrants juifs d'Europe centrale.
Helen Block Lewis, la mère de Judith Herman, elle-même été une pionnière dans l'étude culpabilité et de la honte, des émotions que Judith Herman considérait également comme fondamentales dans son étude du traumatisme complexe.

### Études
Judith Herman est surtout connue pour son livre Reconstruire après les traumatismes, dans lequel elle distingue les effets du traumatisme psychologique d'un seul événement — le TSPT — de la traumatization chronique et prolongée. Elle désigne cette dernière manifestation du traumatisme — comme les abus sexuels subis durant l'enfance par un proche, la violence domestique, la séquestration politique ou  la captivité des prisonniers de guerre — sous le terme de Trauma Complexe.
Bien que le terme n'ait pas encore été accepté dans le DSM-V en tant que catégorie distincte, la dernière version de la Classification internationale des maladies (CIM11) publiée en 2018, inclut le diagnostic de Trouble de Stress Post-traumatique Complexe.

## Politique
Avec autres 37 psychiatres des États-Unis, Herman a dénoncé les dangers d'avoir un président tel que Donald Trump. Ils conviennent que, bien qu'il ne soit pas possible de poser un diagnostic approprié sans un examen personnel, la dangerosité peut être évaluée à partir du comportement observé, comme cela se fait en psychopathologie médico-légale,.

## Œuvres

### Livres

#### Father-Daughter Incest (1981)
En 1975, Herman et sa collègue Lisa Hirschman ont pris conscience du nombre alarmant de femmes survivantes d'inceste qui consultaient au début de leur pratique clinique. Les victimes étaient souvent des filles, des filles adoptives ou des nièces, et les auteurs des abus étaient généralement leurs pères, beaux-pères ou oncles. Leurs supérieurs affirmaient qu'il était courant que les patientes mentent, accusent ou fantasment à propos de rencontres sexuelles avec leurs pères. Au chercher littérature clinique ils s'ont trouvés la "élaborée tradition intellectuelle dont le propos était supprimer la vérité sur l'inceste, une tradition que, aussi bien que beaucoup de, s'ont causés dans les travaux de Freud", c'est-à-dire lorsque Freud a renoncé à son initiale théorie de la séduction qui expliquait la hystérie comme une conséquence des abus subis pendant l'enfance, pour conclure qu'il ne s'agissait que d'une fantaisie œdipienne,.

#### Reconstruire après les traumatismes (Trauma and Recovery, 1992)
Le premier livre qu'explora l'histoire du trauma psychologique depuis une perspective de genre et introduit le concept de trauma complexe, que se distingue du trauma simple ou aigu. Il compare les expériences des vétérans de guerre avec les survivants de violence domestique, abus enfantin, et prisonniers politiques.

#### Truth and Repair: How Trauma Survivors Envision Justice (2022)
Dans ce récent livre développe la troisième étape de récupération de trauma complexe —reconexión— aussi bien qu'une recherche de justice, mais centré plus dans l'aperçu individuel de justice et réparation. Explora Propositions punitivas et ne punitivas de réparation en impliquant aux communautés des sobrevivientes.

### Autres livres
- D’Orazio, J. (2020). Group Trauma Treatment in Early Recovery: Promoting Safety and Self-Care by Judith Herman, Diya Kallivayalil (review). Group, 44(1), 61-64. https://doi.org/10.1353/grp.2020.0000
- Mendelsohn, M., Herman, J. L., Schatzow, Et., Cocotier, M., Kallivayalil, D., & Levitan, J. (2011). The Trauma Recovery Group: A Guide for Practitioners. http://ci.nii.ac.jp/ncid/bb06868999
- Lee, B. X. (2019). The Dangerous Marie of Donald Trump: 37 Psychiatrists and Mental Health Experts Assess à President - Updated and Expanded with New Essays. Thomas Dunne Books[12].

### Chapitres de livres
- Herman, Judith Lewis (2003), «Introduction: Hidden in Plain Sight: Clinical Observations on Prostitution», en Farley, Melissa, ed., Prostitution, Trafficking and Traumatic Stress, Binghamton, New York: Haworth Maltreatment & Trauma Press, pp. 1-16,  (ISBN 978-1-136-76490-5). . Sample pdf.

### Articles
- Harvey, Mary, and Herman, Judith Lewis (1994). "Amnesia, Partial Amnesia, and Delayed Recall among Adult Survivors of Childhood Trauma". Consciousness and Cognition 3 (3-4): 295–206.
- Cloitre M, Stolbach BC, Herman JL, van der Kolk B, Pynoos R, Wang J, Petkova E. A developmental approach to complex PTSD: childhood and adult cumulative trauma as predictors of symptom complexity. J Trauma Stress. 2009 Oct; 22(5):399-408. doi: 10.1002/jts.20444. 2009 Sep 30. PMID 19795402.
- Scoglio AAJ, Rudat DA, Garvert D, Jarmolowski M, Jackson C, Herman JL. Self-Compassion and Responses to Trauma: The Role of Emotion Regulation. J Interpers Violence. 2018 Jul; 33(13):2016-2036. doi: 10.1177/0886260515622296. Epub 2015 Dec 16. PMID 26681787.
- Herman, Judith Lewis (2003). «The Mental Health of Crime Victims: Impact of Legal Intervention». Journal of Traumatic Stress 16 (2): 159-166. PMID 12699203. S2CID 12123376. doi:10.1023/A:1022847223135.
- Herman, Judith Lewis (2004). «Introduction: Hidden in Plain Sight: Clinical Observations on Prostitution». Journal of Trauma Practice 2 (3–4): 1-13. S2CID 216134309. doi:10.1300/J189v02n03_01.
- Herman, Judith Lewis (2005). «Justice from the Victim's Perspective». Violence Against Women 11 (5): 571-602. PMID 16043563. S2CID 42891871. doi:10.1177/1077801205274450.
- Herman, Judith Lewis; Dutra, Lissa; Callahan, Kelley; Forman, Evan; Mendelsohn, Michaela (2008). «Core Schemas and Suicidality in a Chronically Traumatized Population». Journal of Nervous and Mental Disease 196 (1): 71-74. PMID 18195645. S2CID 11900567. doi:10.1097/NMD.0b013e31815fa4c1.